# Gran Premio de Gran Bretaña de Motociclismo de 1997
El Gran Premio de Gran Bretaña de Motociclismo de 1997 fue la decimoprimera prueba del Campeonato del Mundo de Motociclismo de 1997. Tuvo lugar en el fin de semana del 15 al 17 de agosto de 1997 en el Donington Park, situado en la localidad de North West Leicestershire, Inglaterra, Reino Unido. La carrera de 500cc fue ganada por Mick Doohan, seguido de Tadayuki Okada y Alex Barros. Ralf Waldmann ganó la prueba de 250cc, por delante de Tetsuya Harada y Loris Capirossi. La carrera de 125cc fue ganada por Valentino Rossi, Masaki Tokudome fue segundo y Noboru Ueda tercero.

## Resultados 500cc
| Pos. | N.º | Piloto              | Constructor | Vueltas | Tiempo/Retirado | Grilla | Puntos |
| ---- | --- | ------------------- | ----------- | ------- | --------------- | ------ | ------ |
| 1    | 1   | Mick Doohan         | Honda       | 30      | 46:55.378       | 1      | 25     |
| 2    | 7   | Tadayuki Okada      | Honda       | 30      | +0.231          | 4      | 20     |
| 3    | 4   | Alex Barros         | Honda       | 30      | +24.403         | 3      | 16     |
| 4    | 18  | Nobuatsu Aoki       | Honda       | 30      | +28.291         | 6      | 13     |
| 5    | 3   | Luca Cadalora       | Yamaha      | 30      | +31.346         | 7      | 11     |
| 6    | 6   | Daryl Beattie       | Suzuki      | 30      | +32.543         | 12     | 10     |
| 7    | 19  | Doriano Romboni     | Aprilia     | 30      | +44.472         | 5      | 9      |
| 8    | 14  | Juan Borja          | ELF 500     | 30      | +47.045         | 13     | 8      |
| 9    | 5   | Norifumi Abe        | Yamaha      | 30      | +48.157         | 11     | 7      |
| 10   | 24  | Takuma Aoki         | Honda       | 30      | +1:03.529       | 15     | 6      |
| 11   | 10  | Kenny Roberts Jr    | Modenas KR3 | 30      | +1:14.190       | 8      | 5      |
| 12   | 22  | Kirk McCarthy       | Yamaha      | 30      | +1:18.323       | 21     | 4      |
| 13   | 21  | Jurgen vd Goorbergh | Honda       | 30      | +1:19.937       | 16     | 3      |
| 14   | 98  | Jason Vincent       | Honda       | 30      | +1:21.385       | 22     | 2      |
| 15   | 16  | Jürgen Fuchs        | ELF 500     | 29      | +1 Vuelta       | 19     | 1      |
| 16   | 17  | Lucio Pedercini     | ROC Yamaha  | 29      | +1 Vuelta       | 20     |        |
| 17   | 15  | Frédéric Protat     | Honda       | 29      | +1 Vuelta       | 23     |        |
| 18   | 25  | Laurent Naveau      | ROC Yamaha  | 29      | +1 Vuelta       | 24     |        |
| Ret  | 9   | Alberto Puig        | Honda       | 24      |                 | 9      |        |
| Ret  | 20  | Sete Gibernau       | Yamaha      | 10      |                 | 18     |        |
| Ret  | 23  | Anthony Gobert      | Suzuki      | 5       |                 | 17     |        |
| Ret  | 8   | Carlos Checa        | Honda       | 2       |                 | 2      |        |
| Ret  | 55  | Régis Laconi        | Honda       | 0       |                 | 10     |        |
| DNS  | 12  | Jean-Michel Bayle   | Modenas KR3 |         |                 | 14     |        |

- Pole Position: Mick Doohan, 1:32.872
- Vuelta Rápida: Mick Doohan, 1:32.856

## Resultados 250cc
| Pos. | N.º | Piloto               | Constructor | Vueltas | Tiempo/Retirado | Grilla | Puntos |
| ---- | --- | -------------------- | ----------- | ------- | --------------- | ------ | ------ |
| 1    | 2   | Ralf Waldmann        | Honda       | 27      | 42:50.897       | 4      | 25     |
| 2    | 31  | Tetsuya Harada       | Aprilia     | 27      | +0.133          | 2      | 20     |
| 3    | 65  | Loris Capirossi      | Aprilia     | 27      | +11.496         | 1      | 16     |
| 4    | 19  | Olivier Jacque       | Honda       | 27      | +15.138         | 3      | 13     |
| 5    | 5   | Tohru Ukawa          | Honda       | 27      | +17.746         | 5      | 11     |
| 6    | 12  | Takeshi Tsujimura    | TSR-Honda   | 27      | +35.701         | 9      | 10     |
| 7    | 15  | Stefano Perugini     | Aprilia     | 27      | +43.881         | 7      | 9      |
| 8    | 7   | Haruchika Aoki       | Honda       | 27      | +1:01.520       | 8      | 8      |
| 9    | 27  | Sebastián Porto      | Aprilia     | 27      | +1:08.890       | 10     | 7      |
| 10   | 20  | Noriyasu Numata      | Suzuki      | 27      | +1:19.156       | 17     | 6      |
| 11   | 21  | Franco Battaini      | Yamaha      | 27      | +1:19.981       | 19     | 5      |
| 12   | 88  | Scott Smart          | Honda       | 27      | +1:22.583       | 13     | 4      |
| 13   | 17  | José Luis Cardoso    | Yamaha      | 27      | +1:22.983       | 15     | 3      |
| 14   | 94  | John McGuinness      | Aprilia     | 26      | +1 Vuelta       | 24     | 2      |
| 15   | 97  | Callum Ramsay        | Honda       | 26      | +1 Vuelta       | 30     | 1      |
| 16   | 96  | Steve Sawford        | Honda       | 26      | +1 Vuelta       | 28     |        |
| 17   | 95  | Gary May             | Yamaha      | 26      | +1 Vuelta       | 26     |        |
| 18   | 22  | Kurtis Roberts       | Honda       | 26      | +1 Vuelta       | 27     |        |
| Ret  | 6   | Luis d'Antin         | Yamaha      | 21      |                 | 11     |        |
| Ret  | 25  | Oliver Petrucciani   | Aprilia     | 19      |                 | 18     |        |
| Ret  | 99  | Giuseppe Fiorillo    | Aprilia     | 19      |                 | 23     |        |
| Ret  | 1   | Max Biaggi           | Honda       | 16      |                 | 6      |        |
| Ret  | 14  | Jamie Robinson       | Suzuki      | 14      |                 | 16     |        |
| Ret  | 26  | Emilio Alzamora      | Honda       | 13      |                 | 20     |        |
| Ret  | 18  | Osamu Miyazaki       | Yamaha      | 8       |                 | 22     |        |
| Ret  | 28  | Eustaquio Gavira     | Aprilia     | 6       |                 | 25     |        |
| Ret  | 16  | William Costes       | Honda       | 2       |                 | 12     |        |
| Ret  | 8   | Cristiano Migliorati | Honda       | 2       |                 | 14     |        |
| Ret  | 10  | Luca Boscoscuro      | Honda       | 0       |                 | 21     |        |
| Ret  | 29  | Idalio Gavira        | Aprilia     | 0       |                 | 29     |        |

- Pole Position: Loris Capirossi, 1:34.346
- Vuelta Rápida: Tetsuya Harada, 1:34.147

## Resultados 125cc
| Pos. | N.º | Piloto             | Constructor | Vueltas | Tiempo/Retirado | Grilla | Puntos |
| ---- | --- | ------------------ | ----------- | ------- | --------------- | ------ | ------ |
| 1    | 46  | Valentino Rossi    | Aprilia     | 26      | 43:43.254       | 4      | 25     |
| 2    | 2   | Masaki Tokudome    | Aprilia     | 26      | +1.780          | 5      | 20     |
| 3    | 7   | Noboru Ueda        | Honda       | 26      | +8.499          | 3      | 16     |
| 4    | 72  | Garry McCoy        | Aprilia     | 26      | +8.874          | 7      | 13     |
| 5    | 15  | Roberto Locatelli  | Honda       | 26      | +16.258         | 6      | 11     |
| 6    | 62  | Yoshiaki Katoh     | Yamaha      | 26      | +16.997         | 8      | 10     |
| 7    | 32  | Mirko Giansanti    | Honda       | 26      | +20.571         | 10     | 9      |
| 8    | 3   | Tomomi Manako      | Honda       | 26      | +25.710         | 2      | 8      |
| 9    | 19  | Frédéric Petit     | Honda       | 26      | +26.416         | 11     | 7      |
| 10   | 10  | Lucio Cecchinello  | Honda       | 26      | +28.467         | 14     | 6      |
| 11   | 21  | Gianluigi Scalvini | Honda       | 26      | +28.467         | 15     | 5      |
| 12   | 33  | Manfred Geissler   | Aprilia     | 26      | +34.913         | 17     | 4      |
| 13   | 20  | Masao Azuma        | Honda       | 26      | +43.963         | 22     | 3      |
| 14   | 30  | Darren Barton      | Honda       | 26      | +52.302         | 19     | 2      |
| 15   | 17  | Enrique Maturana   | Yamaha      | 26      | +57.571         | 13     | 1      |
| 16   | 22  | Steve Jenkner      | Aprilia     | 26      | +1:04.748       | 21     |        |
| 17   | 26  | Ivan Goi           | Aprilia     | 26      | +1:05.183       | 27     |        |
| 18   | 28  | Fernando Mendes    | Honda       | 26      | +1:14.106       | 25     |        |
| 19   | 29  | Ángel Nieto Jr     | Aprilia     | 26      | +1:15.683       | 26     |        |
| 20   | 82  | Jason Davies       | Honda       | 26      | +1:31.795       | 28     |        |
| 21   | 99  | Alan Green         | Honda       | 25      | +1 Vuelta       | 29     |        |
| Ret  | 8   | Kazuto Sakata      | Aprilia     | 10      |                 | 12     |        |
| Ret  | 5   | Jorge Martinez     | Aprilia     | 9       |                 | 9      |        |
| Ret  | 98  | Chris Burns        | Honda       | 7       |                 | 24     |        |
| Ret  | 24  | Gino Borsoi        | Yamaha      | 5       |                 | 16     |        |
| Ret  | 41  | Youichi Ui         | Yamaha      | 4       |                 | 1      |        |
| Ret  | 40  | Steve Patrickson   | Honda       | 4       |                 | 30     |        |
| Ret  | 12  | Dirk Raudies       | Honda       | 4       |                 | 18     |        |
| Ret  | 25  | Josep Sardá        | Honda       | 2       |                 | 20     |        |
| Ret  | 39  | Jaroslav Huleš     | Honda       | 2       |                 | 23     |        |

- Pole Position: Youichi Ui, 1:39.713
- Vuelta Rápida: Valentino Rossi, 1:39.236